# Albert Seerig
Albert Seerig (* 26. April 1797 in Rudolstadt; † 7. März 1862 in  Königsberg i. Pr.) war ein deutscher  Chirurg und Hochschullehrer.

## Leben
Nach dem Besuch des Gymnasiums in Rudolstadt bezog Seerig am 28. Oktober 1817 die Universität Jena, um ein Studium der medizinischen Wissenschaften zu absolvieren. Seine Studien setzte er an der Friedrich-Wilhelms-Universität zu Berlin und später an der  Schlesischen Friedrich-Wilhelms-Universität fort, wo er 1822 zum Doktor der Medizin promoviert wurde. In Breslau fand er eine Wirkungsstätte als Prosektor am anatomischen Theater, an dem er sich 1825  habilitierte. Als Privatdozent wurde er 1826 zum  a.o. Professor an der medizinisch-chirurgischen Lehranstalt der Hochschule berufen.
Er widmete sich in Breslau der Bekämpfung der Cholera und trat als Autor medizinischer Schriften in Erscheinung. 1836 wurde er zum  o. Professor der Chirurgie und Direktor der chirurgisch-ophthalmologischen Klinik an die Albertus-Universität Königsberg berufen. Er beteiligte sich an den organisatorischen Aufgaben der Hochschule und wurde für das Wintersemester 1839/40 zum  Rektor gewählt. Er war ordentliches Mitglied (1842) und Ehrenmitglied (1851) des medizinischen Kollegiums der Provinz Preußen, aus welchem er 1857 ausschied. 1858 ernannte man ihn zum  Geh. Medizinalrat. Er war Mitglied vieler Gelehrtengesellschaften.

## Werke
- Ueber angeborenen Verwachsung der Finger und Zehen und Ueberzahl derselben. Eine Gelegenheitsschrift. Breslau 1824.
- Anatomische Demonstrationen, oder Sammlung kolossaler Abbildungen aus dem Gebiete der medicinischen Anatomie. Breslau 1830 m. Atlas, englisch übersetzt 1831.
- Armamentarium chirurgicum oder Beschreibung chirurgischer Instrumente älterer und neuerer Zeit. Breslau 1835, 2. Bde. Mit Atlas von 145 Tafeln, 1838 2. Bd. (Online)
- Diss. de pseudarthrosi a fractura proficiscente, 1838.
- Bericht über das klinisch-chirurgisch-augenärztliche Institut der Universität Königsberg für die Jahre 1836–44. Königsberg 1844.